# Casper König
Casper Köning (eller Kenig), född 15 mars 1586 i Jägerndorf i Schlesien, död 23 december 1646 i Stockholm, var en tysk hovapotekare, hovköksmästare och krigskommissarie. År 1637 adlades han med namnet Lilliecrona, och introducerades året därefter på nummer 254. Hans son var Gustaf Lilliecrona, diplomat, ämbetsman och landshövding. 

## Biografi
Casper Könings föräldrar var rådsherren Nicolaus Köning (Kenig) och Susanna Roessler. Efter studier i sin födelsestad Jägerndorf och i Breslau kom han 1603 till Stockholm och antogs först dräng hos kung Karl IX. Den 27 juni 1609 utnämndes han till hovapotekare och ledde därefter Slottsapoteket. Vid den tiden fanns troligen ingen annan apoteksverksamhet i Stockholm än den på kungliga slottet. Han blev sedermera Gustaf II Adolfs ”trotjänare och beställde apotekare” och erhöll en årlig lön av 300 daler. 1622 blev han hovköksmästare men fick avstå från tjänsten redan året därpå på grund av sjuklighet.
År 1630 följde König även kungen till trettioåriga kriget i Tyskland och fick flera uppdrag som sändebud till främmande statsöverhuvuden. 1631 utnämndes han till krigskommissarie i Tyskland. Under Slaget vid Lützen 1632, där Gustaf II Adolf dog, balsamerade han det kungliga liket och följde det vid överföringen till Stockholm. För sin trogna tjänst belönades Köning 1637 med bland annat adelskap under namnet Lilliecrona. Han avled i december 1646 och fann sin sista vila i Södertälje kyrka i mars 1647.